# Škoda 206
Škoda 206 byl užitkový automobil vyráběný v československé automobilce Škoda. Vyráběl se hlavně jako klasický valník nebo autobus, existovaly ale i jiné typy. Tyto typy byly označovány jako Škoda 206, 206 D a 206 DN. Výroba začala roku 1930 a skončila v roce 1939, vyrobilo se 1 397 těchto vozidel.
Do roku 1937 byl do auta montován vodou chlazený řadový šestiválec OHV o objemu 2704 cm³, který měl výkon 36 kW (49 koní). Vůz s ním dosahoval rychlosti až 55 km/h. V roce 1937 byl nahrazen motorem s 2916 cm³ a 44 kW (60 koní), rychlost se zvýšila zhruba na 70 km/h.
Autobusy Škoda 206 měly kapacitu 18 cestujících. Vozy z poloviny 30. let pro Československé státní dráhy a jejich autobusovou dopravu karosovala společnost Sodomka.